# Koslar
Koslar ist der größte Stadtteil von Jülich im Kreis Düren, Nordrhein-Westfalen.

## Lage
Durch den Ort fließt der Altdorf-Kirchberg-Koslarer Mühlenteich. Am östlichen Ortsrand fließt die Rur. Im Westen liegt Engelsdorf (Gemeinde Aldenhoven), im Norden Barmen, im Osten Jülich und im Süden Bourheim.

## Geschichte
Erstmals urkundlich erwähnt wurde der Ort, als Theoderich von Koslar als Zeuge beim Bündnis des Erzbischofs von Köln mit dem Herzog von Lothringen im Jahre 1208 genannt wurde. Dieses Koslarer Adelsgeschlecht starb 1420 aus.
Koslar wurde am Morgen des 25. November 1944 von Truppen der US Army (zwei Kompanien des 116. Infanterieregiments der 29th Infantry Division) erobert.
Am 1. Januar 1972 wurde Koslar durch das Aachen-Gesetz zum Stadtteil von Jülich.

### Wappen

Wappen des ehem. Amtes Koslar

| Wappen der früheren Gemeinde Koslar | Blasonierung: „In Blau drei silberne (weiße) Ringe in der Anordnung 2:1.“                                                                     |
| Wappen der früheren Gemeinde Koslar | Wappenbegründung: Das Wappen wurde 1950 vom nordrhein-westfälischen Innenminister verliehen. Es basiert auf dem Wappen der Herren von Koslar. |

## Baudenkmäler

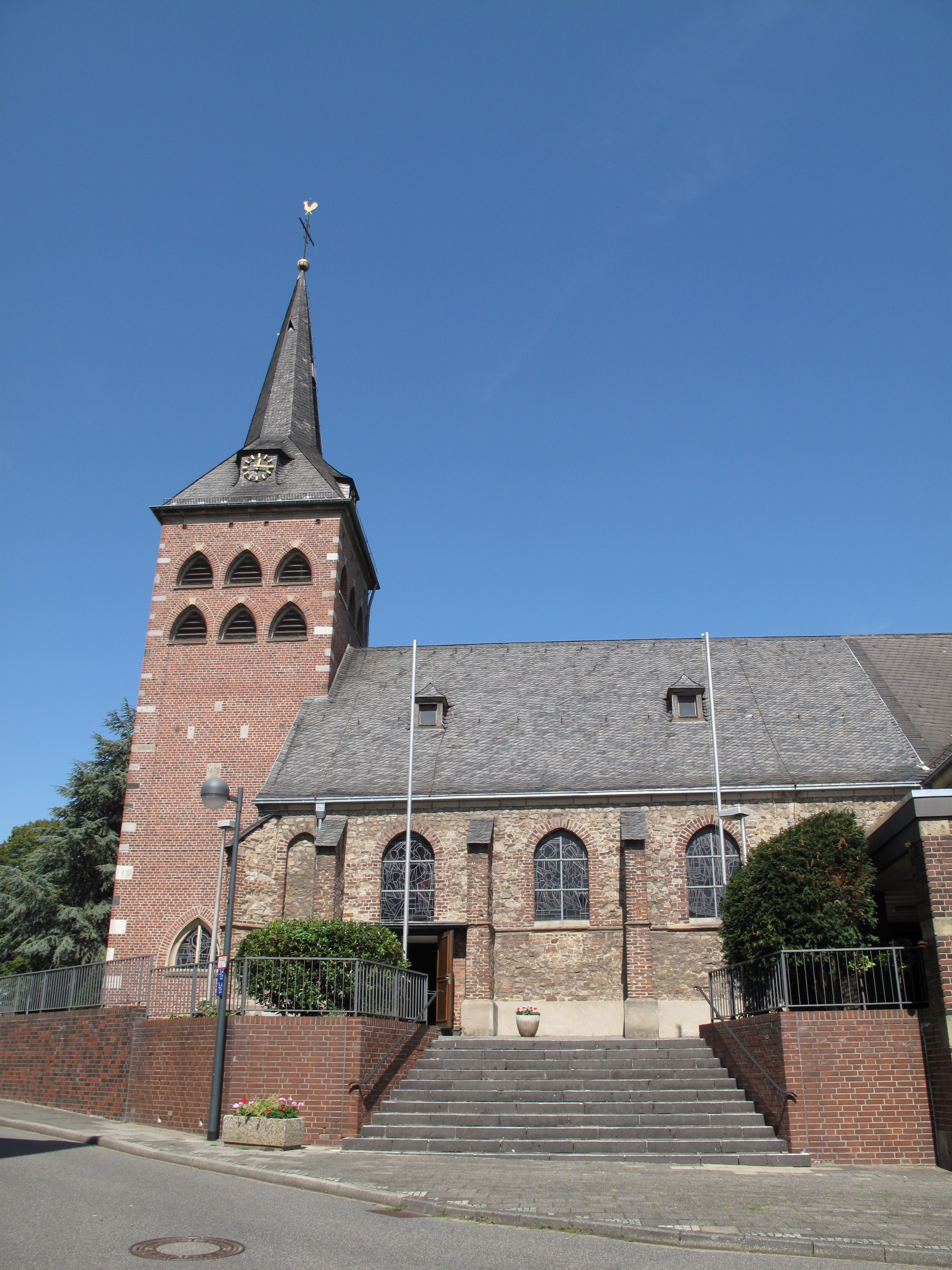
Katholische Pfarrkirche St. Adelgundis

Die katholische Pfarrkirche ist der hl. Adelgundis geweiht und gehört zur Jülicher Großpfarre Heilig Geist.

## Bildung
Im Ort gibt es die Gemeinschaftsgrundschule West und die Kindertagesstätte „Unterm Regenbogen“.

## Verkehr

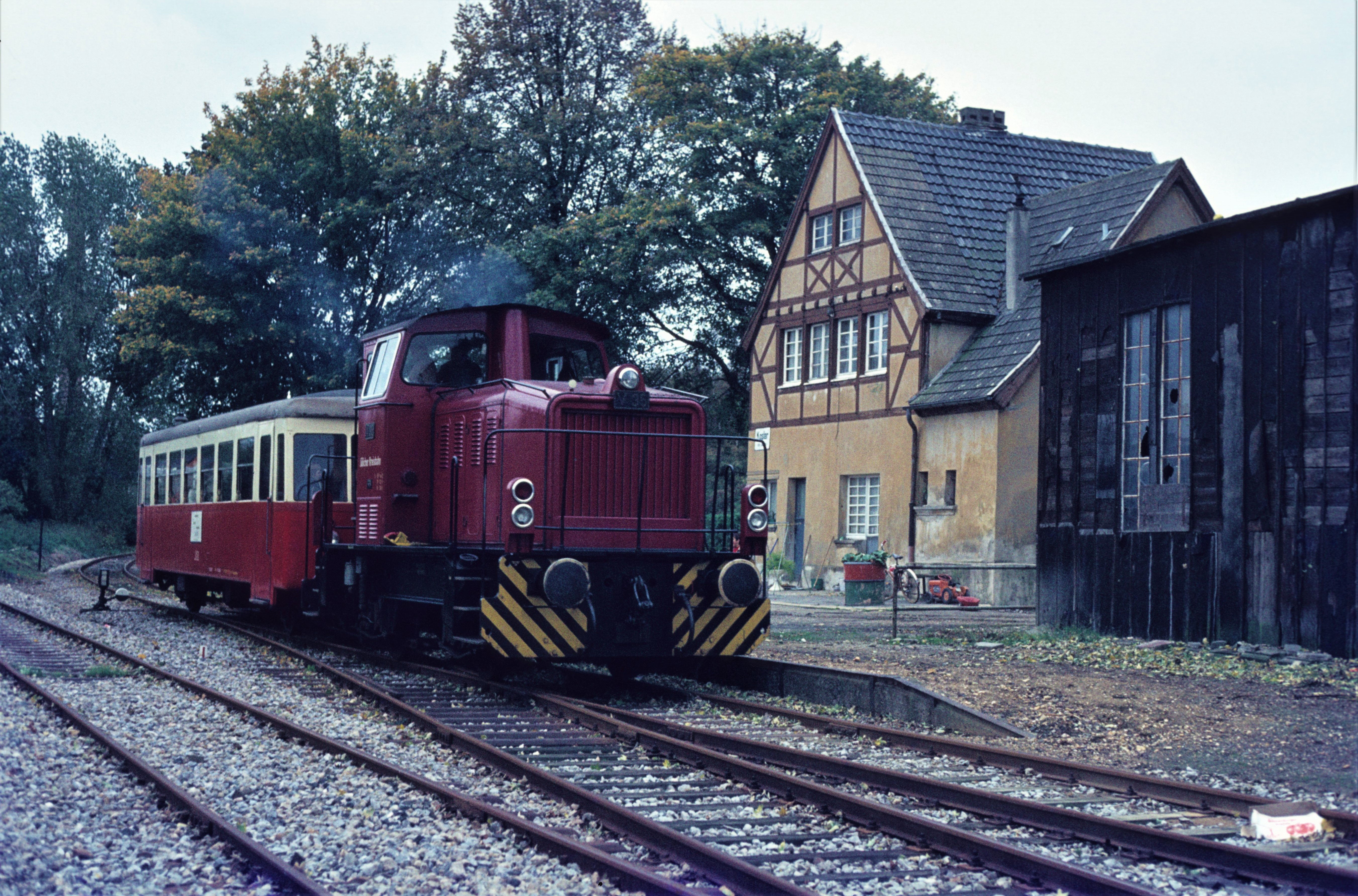
Sonderzug aus Jülich im Bahnhof Koslar (1981), rechts der provisorische Nachkriegs-Lokschuppen. Hinter dem Zug befindet sich heute der "Netto"-Markt, Bahnhofsgebäude und Lokschuppen wurden abgerissen und durch eine Reihe von Wohnhäusern entlang der Kreisbahnstraße ersetzt.

Am südlichen Ortsrand verläuft die Bundesautobahn 44. Den öffentlichen Personennahverkehr stellt Rurtalbus durch die AVV-Buslinien 279 (teilweise als Rufbus) und 281 sowie durch ein Anrufsammeltaxi sicher. Bis zum 31. Dezember 2019 wurde der Busverkehr vom BVR Busverkehr Rheinland erbracht. Zusätzlich verkehrt in den Nächten von Freitag auf Samstag ein Disco-Bus nach Himmerich.
| Linie      | Verlauf |
| ---------- | --- |
| 271        | (Verstärkerfahrten) Titz – Jülich |
| 279        | (Jülich Schulzentrum – Krankenhaus –) Jülich Bf/ZOB – Jülich Neues Rathaus – Walramplatz – Neubourheim – Koslar – Barmen – Merzenhausen – Ederen – Welz – (Floßdorf ←) Rurdorf – Linnich Rathaus – Linnich-SIG Combibloc                                                  |
| 281        | Jülich Bf/ZOB – Jülich Neues Rathaus – Walramplatz – Neubourheim – Koslar – Barmen – Merzenhausen – Ederen – Freialdenhoven – Aldenhoven |
| RufBus 279 | Rufbus: Jülich Bf/ZOB – Jülich Neues Rathaus – Walramplatz – Koslar – Barmen – Merzenhausen – Ederen – Welz – Rurdorf – Linnich-SIG Combibloc (Sa tagsüber) |
| AST        | AnrufSammelTaxi: Mo–Fr abends, Sa nachmittags/abends, So Jülich Bf/ZOB – Jülich Innenstadt – Koslar / Merzenhausen – Barmen – Floßdorf / Erzelbach / Boslar – Welz / Ederen / Rurdorf – Kofferen / Hottorf – Gereonsweiler – Gevenich / Kiffelberg – Glimbach – Körrenzig |
| Disco-Bus  | DiscoBus: nur in den Nächten Fr/Sa (kein AVV-Tarif) Jülich Neues Rathaus – Walramplatz – Koslar – Barmen – Abwz. Floßdorf – Rurdorf – Linnich Rathaus – Glimbach – Körrenzig – Rurich – Baal Bf – Abzw. Doverheide – Hückelhoven – Himmerich                              |

Ab 1911 betrieb die Jülicher Kreisbahn eine Bahnlinie von Jülich über Kirchberg und Koslar bis Puffendorf, bis 1971 mit Personenverkehr. Deshalb hatte der zweigleisige Bahnhof Koslar ein kleines Empfangsgebäude. Die Strecke wurde auch danach weiterhin für den Güterverkehr genutzt, ein wichtiger Kunde bis in die 1980er-Jahre war die Papierfabrik Schleipen & Erkens (heute Mondi) in Koslar, die über einen Gleisanschluss mit mehreren Weichen verfügte und zum Umrangieren der Waggons innerhalb ihres Fabrikgeländes eine eigene Werkslokomotive besaß. Bis 1980 gab es auf der Strecke außerdem Zuckerrüben-Transporte zur Zuckerfabrik Jülich. Der Schienengüterverkehr verlagerte sich jedoch immer weiter auf die Straße, Ende der 1990er-Jahre war der letzte nennenswerte Güterkunde der Schrotthändler Plum in Puffendorf, 1999 wurde der Schienenverkehr gänzlich eingestellt. Die Strecke ist zwar seit 2007 auch offiziell stillgelegt, die Bahntrasse ist jedoch bis heute (Stand 2021) rechtlich gesehen weiterhin dem Eisenbahnverkehr gewidmet.

## Persönlichkeiten
- Goswin Nickel (1582–1664), 10. General der Societas Jesu
- Arnold Schlader (1944–2010), Künstler, Pädagoge und Autor

## Sonstiges
- Direkt am Ortsrand gibt es einen Verkehrsübungsplatz.